# Glyptograpsus
Glyptograpsus is een geslacht van kreeftachtigen uit de klasse van de Malacostraca (hogere kreeftachtigen).

## Soorten
- Glyptograpsus impressus Smith, 1870
- Glyptograpsus jamaicensis (Benedict, 1802)